# ConnochaetOS
ConnochaetOS war eine aus Deutschland stammende Linux-Distribution auf Basis von Arch Linux. Erklärtes Ziel waren niedrige Anforderungen an die Hardware und die Lizenz-Anforderungen der Free Software Foundation zu erfüllen.

## Entwicklung
Das Projekt ging aus dem Slackware basierte DeLi Linux hervor. Mit Wechsel auf Arch Linux als Basis wurde der Namenswechsel auf ConnochaetOS vollzogen. Dieser spielt mit dem lateinischen Namen Connochaetes für Gnus auf das GNU-Projekt an. Mit Version 0.9.1 wurden alle 20.000 Pakete von der FSF auditiert und das System als ganzes für freie Software befunden.

## Besonderheiten
Eine Besonderheit war die Nutzung der Bibliothek eglibc für eingebettete Systeme. Als Hardwarevoraussetzungen gaben die Entwickler einen Intel Pentium I, 64 MByte RAM und 2 GB Festplattenspeicher an. Zum Einsatz kam der Linux-libre-Kernel ohne proprietäre Firmware. Als Fensterverwaltung konnte zwischen IceWM oder alternativ LXDE gewählt werden. Das Netzwerk wird mittels Wicd verwaltet. Als Webbrowser kam xxxterm zum Einsatz, optional standen auch Iceweasel oder Midori zur Verfügung. Für Büroarbeit waren ePDF, AbiWord und Gnumeric vorgesehen. Die Paketverwaltung übernahm Pacman.